# Мазмазян, Мкртыч Арамович
Мкртыч Арамович Мазмазян (1910—1977) — советский учёный-психолог, академик АПН СССР.
В 1930 году — окончил Ереванский государственный университет, продолжил обучение в Коммунистической академии в Москве.
В 1968 году — присвоена докторская степень (по совокупности работ).
Специалист в области общей и педагогической психологии.
Вел изыскания в областях: история психологии, в том числе армянской, психология искусства, психология бессознательного, педагогическая психология.
Автор ряда статей, монографий, а также первого в Армении учебника по психологии для вузов (1934).
Автор книги «Очерки по психологии чувственного восприятия», в которой изложил основные ступени и формы развития чувственного познания, проанализировал важнейшие психологические феномены в их связях и противоречиях.
Руководил Обществом психологов Армении, был редактором журнала «Советакан манкавараж» («Советский педагог»).